# Hybanthus ilicifolius
Hybanthus ilicifolius är en violväxtart som först beskrevs av Eugène Vieillard, och fick sitt nu gällande namn av Schinz och Guillaumin. Hybanthus ilicifolius ingår i släktet Hybanthus och familjen violväxter. Inga underarter finns listade i Catalogue of Life.